# Jim Irsay
James Irsay (Lincolnwood, 13 giugno 1959 – Carmel, 21 maggio 2025) è stato un imprenditore e dirigente sportivo statunitense, proprietario degli Indianapolis Colts della National Football League (NFL).

## Biografia
Irsay nacque a Lincolnwood, nell'Illinois, da Harriet (nata Pogorzelski) e dall'imprenditore di Chicago Robert Irsay. Suo padre veniva da una famiglia ebrea ungherese, mentre sua madre era figlia di immigrati polacchi cattolici. Irsay fu cresciuto secondo gli insegnamenti cattolici e gli venne nascosto il retaggio ebreo del padre fino all'età di quattordici anni. Il fratello di Jim, Thomas, nacque con un ritardo mentale e morì nel 1999, mentre sua sorella Roberta morì in un incidente stradale nel 1971. Irsay frequentò la Loyola Academy a Wilmette, nell'Illinois, un sobborgo a nord di Chicago, e la Mercersburg Academy a Mercersburg, nella Pennsylvania nel 1978. Dopo le scuole superiori, Irsay frequentò Southern Methodist University, dove si laureò in giornalismo nel 1982. Irsay giocò come linebacker per gli SMU Mustangs, ma un infortunio alla caviglia pose fine alla sua carriera da giocatore.

### Carriera
Quando Irsay aveva dodici anni, suo padre Robert acquistò i Baltimore Colts. Dopo essersi diplomato alla SMU, Irsay entrò a far parte dello staff dei Colts. Nel 1984 venne nominato vicepresidente e general manager, un mese dopo che i Colts si trasferirono a Indianapolis. Dopo che suo padre ebbe un ictus nel 1995, Jim assunse giorno dopo giorno la gestione della squadra. Quando suo padre morì nel 1997, Irsay intraprese una battaglia legale contro la sua madre adottiva per il controllo della franchigia, che vinse diventando così il proprietario di una franchigia NFL più giovane di sempre a 37 anni.
Irsay contribuì molto a cambiare le regole della NFL attraverso petizioni da sottoporre al commissario. Dopo una sconfitta nei play-off contro i New England Patriots nel 2003, nella quale il quarterback Peyton Manning subì quattro intercetti, Irsay fece istituire una commissione sportiva a cui partecipò anche il presidente degli Indianapolis Colts Bill Polian per rendere più severe le regole contro l'interferenza sul passaggio. Inoltre Irsay e Polian patrocinarono il cambiamento della regola sul "roughing the passer" per renderla meno penalizzante. Questo patrocinio risultò essere molto controverso perché il cambiamento della regola fu percepito come un tentativo ingiusto di favorire gli Indianapolis Colts a dispetto delle altre squadre. Nel 2015, dopo aver perso contro i Patriots nei play-off per alcune stagioni consecutive, il general manager dei Colts Ryan Grigson avviò un'inchiesta alla NFL per una presunta violazione dell'equipaggiamento. Ciononostante Irsay si schierò sempre dalla parte della NFL per difenderne l'immagine.

### Morte
Jim Irsay morì il 21 maggio 2025.

## Vita privata
Irsay sposò Meg Coyle nel 1980, da cui nacquero tre figlie, Carlie, Casey e Kalen. Nonostante la separazione avvenne nel 2003, Meg presentò l'istanza per il divorzio il 21 novembre 2013.
Il 16 marzo 2014, Irsay venne arrestato per guida sotto l'influenza di sostanze stupefacenti e il conseguente possesso a Carmel, Indiana. Secondo il giornalista sportivo Bob Kravitz dell'Indianapolis Star, Irsay soffriva in quel periodo di tossicodipendenza. Questa problematica venne messa in luce quando successivamente venne dichiarato che la governante di Irsay, Kimberly Wundrum, morì di overdose in una casa che Irsay comprò con i soldi degli Indianapolis Colts.
La figlia di Irsay, Carlie, assunse giorno dopo giorno il controllo della franchigia mentre suo padre era in riabilitazione. Il 2 settembre 2014, poco tempo dopo essersi dichiarato colpevole di guida in stato di ebbrezza ed essere condannato ad un anno di libertà vigilata, Irsay venne sospeso per sei partite e multato per $500.000 dalla NFL.
Al di fuori del football, Irsay è un grande investitore nella musica e nella memorabilia. Nel 2001 acquistò il manoscritto originale di Sulla strada, conosciuto anche come "la pergamena": una striscia di fogli di carta da lucido incollati insieme da Jack Kerouac lunga 36,5 metri, per $2,43 milioni. Il 5 maggio 2018, Irsay comprò all'asta la stampa originale del libro del 1939 Alcolisti Anonimi con annotazioni scritte a mano dall'autore Bill Wilson, cofondatore degli Alcolisti Anonimi, per $2,4 milioni.
Irsay è un grande fan della band rock britannica The Who. Irsay comprò delle chitarre possedute originariamente da Elvis Presley, George Harrison, John Lennon, Paul McCartney, Bob Dylan, Jerry Garcia,, Prince e David Gilmour, oltre alla batteria della Ludwig posseduta da Ringo Starr.
Il 20 giugno 2019 si è aggiudicato all'asta una chitarra conosciuta come "The Black Strat", precedentemente posseduta da Gilmour, per 3,975 milioni di dollari.